# サンシャイン日本海
「サンシャイン日本海」（サンシャインにほんかい）は、Negiccoのシングル。2014年7月22日にT-Palette Recordsから発売された。通常盤、初回限定盤A・B・C、7inchレコード、カセットテープの6種リリースとなった。

## 概要
作詞・作曲・編曲・プロデュースを田島貴男が担当、田島にとって女性アイドルへの楽曲提供は今回が初めて。レコーディングは田島のプライベート・スタジオで行われた。田島は「最初は1分ぐらい途方に暮れたけど、これは面白そうだなと。試み自体が実験的なものだから、僕自身も楽しんでやれるんじゃないかなと思って。自分で言うのもなんだけど、なかなか書けないタイプの良い曲が書けたなと思っている」。さらに現在のアイドルソングは「添加物がいっぱい入った、香辛料とか化学調味料が入り過ぎている」とし、「急に和食みたいな、新潟のおいしいお米で作りました、みたいな曲が添加物いっぱいの世界でどう受け取られるかな」と話している。Nao☆は「Negiccoをやる前から『接吻』（ORIGINAL LOVEが1993年にリリースした楽曲）が好きで、カラオケで歌ったりしてた。だからまさか田島さんにプロデュースしていただくなんて、これっぽっちも思っていなかった」。Kaedeは「ライヴでカバーさせてもらったりしていたので、本当にビックリした」。表題曲のタイトルはconnieの「日本海側のドライブソングにしたい」という話から、すぐに決まったという。
Nao☆は「メンバーそれぞれの好きな物が歌詞に入っていたし、新潟の情景がすごく詰まっていて。綺麗な新潟を表現してくださっていてうれしかった」。Meguは「添加物が入っていない、シンプルな歌詞とメロディが耳にも心にもスッと入ってくるから、愛される楽曲になるなと思った」。Kaedeは「今までのNegiccoにはなかった路線の楽曲だから、何年か前だったら歌えなかった。今のNegiccoだからこそ合う曲だと思うし、出会わせてもらえたことがうれしかった」。
後に田島は2015年6月10日リリースのORIGINAL LOVEのアルバム『ラヴァーマン』でセルフカバーしている。
リリースされた6種類のうち、初回限定盤Aは大槻ケンヂ、初回限定盤Bは和田唱（TRICERATOPS）、初回限定盤Cは南波志帆、通常盤はハマ・オカモト（OKAMOTO'S）、7インチアナログ盤は小西康陽が、それぞれ帯コメントを担当している。

## 収録曲
1. サンシャイン日本海
(作詞・作曲：田島貴男 / 編曲：田島貴男)
2. フェスティバルで会いましょう
(作詞・作曲：connie / 編曲：connie)
  - Nao☆ は楽曲を制作したconnieについて「今回の曲は大きい舞台にNegiccoを立たせたいって願望がすごく出ている。私たちに宛ててっていうより、いろんな人に宛ててって感じで」[3]。
3. サンシャイン日本海 (inst)
4. フェスティバルで会いましょう (inst)

### 初回限定盤C付属CD
1. ルートセヴンの記憶 (DORIAN remix)
  - DORIANによるリミックス。
2. あなたとPop With You!(Avec Avec remix)
  - Avec Avec（Takuma Hosokawa）によるリミックス。

### 初回限定盤付属DVD
初回限定盤A
1. サンシャイン日本海 (Music Video)

初回限定盤B
1. フェスティバルで会いましょう (Music Video)

### 7inch
A-SIDE
1. サンシャイン日本海

B-SIDE
1. フェスティバルで会いましょう

### CT
A-SIDE
1. サンシャイン日本海
2. サンシャイン日本海 (inst)

B-SIDE
1. フェスティバルで会いましょう
2. フェスティバルで会いましょう (inst)